# 自給肥料
自給肥料（じきゅうひりょう）とは、農民自身が生活や生産活動の中で発生させた残滓などから調達した肥料のこと。

## 概要
金肥（購入肥料）普及前の農村では、自給肥料が広く用いられていた。
代表的なものとしては、落ち葉を堆肥にしたり、青草や広葉樹の若芽などを水田に敷きこんだ刈敷（草肥）、人間の糞尿を用い、時には藁や草葉を混ぜ込んだ人糞尿、牛馬の糞尿と敷藁などを混ぜて牛馬に踏み固めさせた厩肥、堆積させた糠や道・溝の掃き溜めなどを人や牛馬に踏み固めさせた土屎、草木灰などが存在していた。